# ビッチ姉ちゃんが清純なはずがないっ!
『ビッチ姉ちゃんが清純なはずがないっ!』（びっちねえちゃんがせいじゅんなはずがない）は、2016年4月28日にonomatope*raspberryから発売されたアダルトゲームである。

## 解説
onomatope*とDMM.comとの合同ブランドonomatope*raspberryのデビュー作である本作は、冴えない主人公が自らの巨根をもって学園のヒロインたちを攻略していくアドベンチャーゲームであり、本作の攻略対象ヒロインは全員、隠れも含めてビッチであり、それぞれに弱点が設定されている。
本作はマップで好きなヒロインを選択して攻略していくものであり、他のヒロインのストーリーの進行がゲームクリアのカギとなる場合もある。また、本作は抜きゲーとしての要素もあり、断面図やアヘ顔の有無を設定できるほか、電動オナホールと接続して遊ぶこともできる。
2017年1月27日には本作のコンセプトを受け継いだ『ビッチ姉妹が清純なはずがないっ!』が発売された。
また、2018年7月13日にはホビボックスのホビコレDから本作のDVD-PG版が発売された。

## あらすじ
主人公・海老名 土筆 は、異性にもてないことに悩みを抱いており、幼なじみの富士川向日葵からも距離を置かれていることを辛く思っていた。
ある日、土筆の姉・撫子が海外留学から帰ってきた。
弟の悩みを聞いた撫子は、保健医の綾目の協力を取り付け、土筆の巨根で女の子たちを攻略するという計画を実行した。

## 登場人物
海老名 土筆 （えびな つくし）
本作の主人公。女性に対して奥手だったが、帰国した姉から自らの巨根が長所になることを知らされる。
海老名 撫子 （えびな　なでしこ）
声：蓬かすみ
土筆の姉で、弟の匂いに対して発情するほどのブラコンでもある。突飛な言動と明るい性格から間抜けと思われがちだが、実際は頭が良く素行もそこまで悪くない。また、下ネタも好むためビッチとみられることが多いが、実際は処女であり、純情な一面もある。
富士川 向日葵 （ふじかわ ひまわり）
声:藤邑鈴香
土筆の幼馴染。才色兼備で次期生徒会長としての期待を受けている。土筆から思いを寄せられているが、自身は同性愛者であり、彼の姉である撫子に思いを寄せている。ある日、海老名姉弟の性行為を目撃してしまい、土筆が撫子を犯していると勘違いする。
上郷 芹 （かみごう せり）
声:雪村とあ
土筆のクラスのクラス委員長。
真面目で積極的な性格ゆえ教師からの信頼も高い一方、あらゆる雑用を担わされている。誇り高い人物だが、誰もいない校舎の中を全裸で歩き回ることを密かな愉しみとしている。
多賀 胡桃 （たが くるみ）
声:新堂真弓
撫子の取り巻きの一人である一年生。厳しい両親の言いつけを守りながら人生を進んできたが、撫子の奔放さに惹かれ、同じ学園に入学した。
撫子の振舞いをまねているが、完全になりきれているわけではなく、撫子をまねて男に声をかけるも恥ずかしさのあまり性行為に持ち込むのに失敗した。
また、家庭環境の違いから従姉妹である芹に対しては毒舌を吐くほか、土筆と撫子の仲に疑問を抱いている。
牧之原 鈴蘭 （まきのはら すずらん）
声:なつめ美南海
学園の生徒会長。清楚な人柄から男子生徒たちのあこがれの的だが、実際は淫乱な人柄であり、生徒会に所属する男子生徒たちと逆ハーレムを構成しているほか、学園の外でも援助交際をしている。
帰国してきた撫子に男子生徒たちの関心が向いたことに不満を抱いており、撫子への当てつけとして土筆を自らのペットにするため、彼に近づく。
吹田 紅葉 （すいた もみじ）
声:夢野ぼたん
土筆の同級生で、クラスでは目立たない存在である。同居している姉・楓から小言を言われ続けていることに対して不満を抱いており、近頃姉の帰りが遅いことをいいことに、派手な化粧をしては美人局をしている。
吹田 楓 （すいた かえで）
声:ありかわ真奈
紅葉の姉で、土筆らのクラスを受け持っている。生真面目で、妹である紅葉に対しても厳しい。学園に赴任して間もないころ、保健医の綾目に助けられて以来、綾目を慕っている。
香芝 綾目 （かしば あやめ）
声：田中理々
土筆らが通う学園の保健医。前理事長の娘であり、父の築いたハーレムの中で生まれ育つ。ハーレムは家庭であるとみなしていたため、父がハーレムに対する愛情を失ったことに気付き、淫乱な姉とともに父を失脚させた。
その後は保健医として勤務する傍ら、理事長代理として姉の所有する父の遺産を管理している。
色気のある女として見られていることを理解しており、他者を翻弄させることが好き。その一方、特殊な環境に育ったため甘酸っぱい恋愛をしたことがなく、甘いキスをされただけで発情してしまう。
自分のことを慕ってくる楓を煩わしく思っており、土筆の筆おろしの相手をさせる形で楓の処女を奪った。

## 開発
onomatope*raspberryのデビュー作である本作は、明るい作風で知られるonomatope*よりも大人びた作品を目指して作られた。
本作は当初、シリアスで陰鬱な作品として企画されていたが、開発を進めるうちに当初の目標からずれてきたため、最終的にはダークさを残しつつも、onomatope*らしいラブコメディ作品として仕上げられた。
「ヒロインを屈服させる」という目的は初期構想の名残であり、プレイヤーがその気になるよう、失恋から物語を始めるというストーリー構成がとられた。
開発途中、あらゆる立場の者たちから「あまり暴走しすぎるといつものユーザーが置いてきぼりをくらうのではないか」という指摘があり、その指摘への解決策としてアヘ顔のスイッチが設けられた。
また、本作の特典である「ビッチパッチ」はヒロインの全身が落書きだらけになるというものであり、これは企画会議の中に出てきた「Hシーンでヒロインに落書きするシーンがよかったので、そのようなシーンを増やしてはどうか」という提案が基になっている。

### キャラクター設定
エッチな感じを前面に出し、性に対して積極的な姿勢を見せてユーザーに安心感を与えるため、攻略ヒロインは全員ビッチとして設定された。
ヒロインのうち、生徒会長の牧之原鈴蘭は、主人公の成長物語における目的や立ちはだかる強敵として作られた。
本作のプロデューサーであるMOKAは、電撃姫.comとのインタビューの中で撫子を天然無敵超人とした一方、鈴蘭は努力型完璧超人であると述べている。
MOKAは、電撃姫.comとのインタビューの中で冒頭の失恋のシーンについて特に悩んだと述べており、「リサーチした結果、マゾヒストな主人公の評判があまりよくなかったため、受け身でいるのは冒頭だけにして、成長してからはSっ気を出せる主人公を設定した」と振り返っている。

## 反響

### 体験版公開時の反響
MOKAが電撃姫.comとのインタビューの中で述べたことによると、撫子は体験版の中での存在感から人気を集めたとされている。

### 製品版発売後の反響
MOKはがGame Headlineとのインタビューの中で、「本作の購買層とonomatope*のユーザー層は3割程度しか重複していなかったため、『もっとエロくして』という声が多かった一方、onomatope*のファンで本作を購入したユーザーからは『主人公の性格がきつすぎる』という声があった」と振り返っている。
ほしざきしんやはGame-Styleに寄せたレビュー記事の中で、「ヘドロ並みの個性を放つヒロインたちを巨根で屈服させるというストーリーは一見すると無理がありそうだが、しっかりとハーレムへと導くシナリオの手腕には感心した」と評価し、Hシーンについても「アヘ顔はひどい顔になるため、ヒロインごとに断面図とアヘ顔の有無を設定できる機能があったのは良かった」と好意的な評価を見せた。